# Hans Karl Barkow

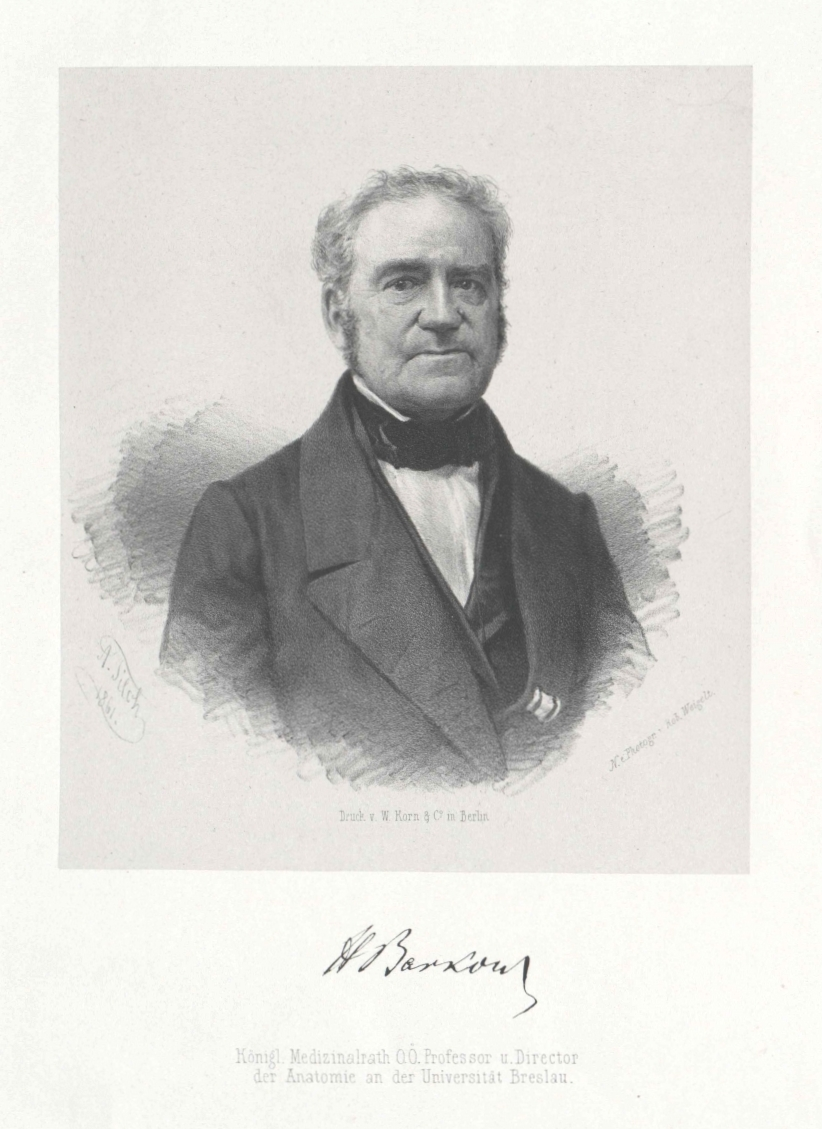
Hans Barkow (1861)

Hans Karl Barkow (* 4. August 1798 in Trent (Rügen); † 23. Juli 1873 in Breslau) war ein deutscher Anatom und Physiologe in Rostock und Breslau.

## Leben
Als Sohn des evangelischen Pfarrers und späteren Superintendenten Christian Joachim Friedrich Barkow (1755–1836) in Vorpommern geboren, erhielt Barkow seine Schulbildung vom Vater. Nur für ein halbes Jahr besuchte er die gymnasiale Prima am Gymnasium Greifswald. Ab 1815 studierte er an der Universität Greifswald und der Friedrich-Wilhelms-Universität Berlin. Er wurde Mitglied des Corps Pomerania Greifswald (WS 1815/16) und des Corps Neo-Pomerania Berlin (1817). Von Friedrich Christian Rosenthal und Carl Asmund Rudolphi wurde er zur Anatomie geführt. 1821 wurde er zum Dr. med. promoviert. 1822 habilitierte er sich 1822 an der Universität Rostock. 
Seit 1826 a.o. Professor, wurde er 1835 auf den Lehrstuhl der Königlichen Universität Breslau berufen. Seit 1845 fungierte er auch als Direktor des Anatomischen Instituts, das unter seiner Leitung aufblühte. 1850/51 war er Rektor der Universität Breslau.
Der Greifswalder Professor August Friedrich Barkow war ein Bruder.

## Ehrungen
1828 wurde er in die Deutsche Akademie der Naturforscher Leopoldina gewählt.

## Schriften
- Monstra animalium duplicia per anatomen indagata, 2 Teile, 1828–1836
- Syndesmologie oder Lehre von den Bändern, durch welche die Knochen des menschlichen Körpers zum Gerippe vereinigt werden, 1841
- Der Winterschlaf nach seinen Erscheinungen im Thierreich dargestellt, 1846
- Anatomische Abhandlungen, 1851
- Anatomische Untersuchungen über die Harnblase des Menschen, 1858
- Beiträge zur pathologischen Entwicklungsgeschichte, 1859
- Das Leben der Wale in seiner Beziehung zum Athmen und zum Blutumlauf, 1862
- Comparative Morphologie des Menschen und der menschenähnlichen Thiere, 2.–6. Theil, 1862–1869
- Bemerkungen zur pathologischen Osteologie, 1864
- Die Venen der oberen Extremität des Menschen, 1868
- Die angiologischen Sammlungen im anatomischen Museum zu Breslau, 1869
- Die Verkrümmungen der Gefäße, 1869
- Erläuterungen zur Lehre von den Erweiterungen und Verkrümmungen der Gefäße, 1871
- Die Ursachen der Schlag-Ader-Verkrümmungen und Erweiterungen, 1872.[5]